# Тиреллы
Тиреллы — один из великих домов Вестероса в цикле романов Джорджа Мартина «Песнь Льда и Огня» и сериалах «Игра престолов» и «Дом Дракона», верховные лорды Простора с резиденцией в замке Хайгарден. На гербе Тиреллов изображена роза, их девиз — «Вырастая — крепнем».

## История династии
Согласно Мартину, Тиреллы были менее знатными, чем другие великие дома Вестеросе, и никогда не носили королевский титул. Они происходили от одного из вождей андалов, поступившего на службу к королям Простора из династии Гарденеров. Долгое время Тиреллы были верховными стюардами, но Харлен Тирелл сдал Хайгарден Эйегону Завоевателю из династии Таргариенов и за это получил власть над всем Простором. Потомки Харлена были вторым домом Вестероса по богатству (после Ланнистеров). Во время «Пляски Драконов» они придерживались нейтралитета, в Войне Пяти Королей поддержали Ренли Баратеона, после его гибели заключили союз с Ланнистерами. В сериале «Игра престолов» этот род угас в ходе борьбы за власть.

## Оценки
Журнал Bloomberg, опубликовавший рейтинг домов Вестероса по финансовому признаку, поставил Тиреллов на одну из нижних позиций: этот дом заметно уступает, по мнению составителей рейтинга, Таргариенам, Ланнистерам, Арренам и Старкам.
Роза на гербе Тиреллов — одна из многочисленных отсылок Джорджа Мартина к Войнам Алой и Белой розы: этот цветок был геральдическим символом Йорков и Ланкастеров.